# Weverton (ur. 2003)
Weverton Silva de Andrade (ur. 17 lutego 2003 w Matrinchã) – brazylijski piłkarz występujący na pozycji środkowego obrońcy, od 2024 roku zawodnik Cruzeiro.